# Richard Ottinger

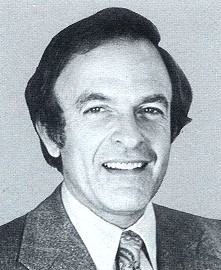
Richard Ottinger

Richard L. Ottinger (* 27. Januar 1929 in New York City) ist ein US-amerikanischer Politiker der Demokratischen Partei.

## Leben
Ottinger studierte Rechtswissenschaften an der Cornell University und graduierte an der Harvard Law School 1953. Danach studierte er Internationales Recht an der Georgetown University. Nach seinem Studium war er von 1955 bis 1957 bei der United States Air Force tätig. Im Anschluss an seine Militärzeit begann er als Rechtsanwalt in New York City zu arbeiten.
Von 1965 bis 1985 gehörte Ottinger als Abgeordneter für den Bundesstaat New York dem Repräsentantenhaus der Vereinigten Staaten an. Er war zweimal verheiratet und hat vier Kinder.